# Esterase cocaína
Esterase cocaína (EC 3.1.1.84, CocE, hCE2, hCE-2, carboxilesterase humana 2) é uma enzima que metaboliza a cocaína (COC) por hidrólise benzoica. Esta enzima catalisa a seguinte reação química:
cocaína + H2O {\displaystyle \rightleftharpoons } éster metílico de ecgonina + ácido benzoico
Em alguns microorganismos, como na cepa MB1 de Rhodococcus sp. e na cepa MB11L de Pseudomonas maltophilia, a cocaína é utilizada como a única fonte de carbono e energia.

## Pesquisa
Esta enzima e suas mutações são objeto de estudo, devido à possibilidade de descoberta de novos tratamentos para a dependência de cocaína e intoxicação por cocaína em humanos.
A droga TNX-1300 (T172R/G173Q) está sendo estudada como possível opção de tratamento para casos de intoxicação por cocaína. A TNX-1300 (anteriormente conhecida por RBP-8000) é uma proteína enzimática recombinante produzida por meio de ADN ribossómico (DNAr) aplicado em cepa não patológica da bactéria E. coli. A esterase cocaína foi identificada em bactérias que crescem no solo ao redor das plantas de coca (como a Rhodococcus), e foi descoberto que estas utilizam a cocaína como sua única fonte de carbono e energia.
O gene que codifica a CocE foi descoberto e a proteína foi amplamente descrita na literatura científica. O CoCE catalisa a quebra da cocaína no metabólito do éster metílico de ecgonina e ácido benzoico. O CocE é instável à temperatura corporal, de modo que mutações intencionais foram introduzidas ao gene, resultando num CocE mutante duplo T172R/G173Q, que é ativo por aproximadamente 6 horas em temperatura corporal. Em um estudo de Fase 2, a TNX-1300 em doses de 100 mg ou 200 mg, administrada por via intravenosa, foi bem tolerada e bem sucedida em interromper os efeitos da cocaína, previamente administrada em dose de 50 mg também por via intravenosa.
A enzima é importante na biorremediação, e os níveis de cocaína na água dos oceanos em torno da Europa foram estimados em 20 ng/L.